# Весенний Кубок (Шотландия)
Весенний Кубок (англ. Spring Cup), — соревнование, проведённое в 1976 году среди клубов-членов Шотландской лиги. Название получил из-за времени проведения — в конце сезона.

## Основание
В результате реформы лиги в сезоне 1975/76 в первом и втором дивизионах оказывалось по 14 клубов. Возникла проблема календаря: 26-игровой сезон оказался слишком коротким. 52-игровой — слишком длинным, а в 39-игровом создавался дисбаланс домашних и выездных встреч — некоторые должны были играть по 2 встречи дома с одним соперником, некоторые по одной. Шотландская лига решила дополнить 26-игровой сезон дополнительным кубком. В нём участвовали 28 клубов 1-го и 2-го дивизионов.

## Формат
28 клубов были поделены на 7 групп по 4 команды. Игры первого этапа прошли в 2 круга, команды, занявшие 1 и 2 места в своих группах, а также две лучшие из третьих выходили в 1/8 финала. 1/8 и 1/4 финала игрались по двухраундовой системе — дома и на выезде. Полуфинал и финал прошли на нейтральных полях.

### Финал
| Эйрдрионианс                 | 4:2 (д.в.) | Клайдбанк |
| ---------------------------- | ---------- | --------- |
| Маккаллох , · Маквей · Уокер |            |           |

## Упразднение
Быстро выяснилось, что турнир не пользуется зрительским интересом. Неоднозначное отношение к нему руководства Лиги, а также движение в поддержку 39-матчевого сезона, возглавленное клубом «Альбион Роверс», привело в конечном счёте к упразднению турнира и переходу на игру 1-го и 2-го дивизионов в три круга, 39 туров. Это решение, поддержанное большинством членов Футбольной Лиги, вступило в силу перед сезоном 1976/77.